# Roberto Lovati
Roberto Lovati detto Bob (Cusano Milanino, 20 luglio 1927 – Roma, 30 marzo 2011) è stato un calciatore, allenatore di calcio e dirigente sportivo italiano, di ruolo portiere.
A lui è intitolata l'Academy della Lazio.

## Carriera

### Giocatore

Lovati in azione

#### Club
Nato il 20 luglio 1927 a Cusano Milanino, comune della provincia milanese, inizia a giocare come portiere con la squadra dilettantistica della Gerli di Cusano Milanino. Nel 1947-1948 viene acquistato dal Pisa con cui, due stagioni dopo, fa il suo esordio nel campionato di Serie B. Nel 1952-1953 passa al Monza, sempre nel campionato cadetto, dove rimane per due anni come titolare. Nel 1954-1955 viene acquistato dalla Lazio, la quale però lo gira subito in prestito al Torino, con cui debutta in Serie A.
L'anno successivo approda definitivamente alla Lazio per sostituire De Fazio e Zibetti, che avevano preso la pesante eredità di Lucidio Sentimenti, anche noto come Sentimenti IV.
Con la maglia biancoceleste vince la Coppa Italia 1958 vestendo la fascia da capitano. Conclude la propria carriera di giocatore nell'estate del 1961, a 33 anni, dopo che nell'ultimo campionato gli sono stati spesso preferiti Cei e Pezzullo.

#### Nazionale
Veste la maglia azzurra della Nazionale italiana per due partite. È in campo nella sconfitta di Zagabria per 6-1 contro la Jugoslavia, una delle più forti compagini europee dell'epoca.

### Allenatore
Dal giorno dell'addio al calcio giocato, Lovati diventa il factotum della Lazio; viene chiamato a ricoprire il ruolo di preparatore dei portieri, istruttore dei giovani (è proprio Lovati a lanciare giocatori come Massa, De Stefanis, Montesi, Perrone e Tassotti), di capo degli osservatori, di dirigente, di allenatore della squadra De Martino, di vice-allenatore e di allenatore della prima squadra (più volte, e sempre nei momenti di difficoltà). Soprattutto dopo la morte di Maestrelli, la Lazio dello scudetto del 1974 andò incontro a molte problematiche tra cui la vendita di alcuni suoi giocatori, la partenza di Chinaglia per gli Stati Uniti e la morte di Re Cecconi. Lovati, nei fatti, rappresentò una figura di grande sostegno sia per la squadra sia per la società. Tutti ruoli ricoperti con il massimo impegno, con grande umiltà, ma soprattutto con grande spirito di attaccamento alla "sua" Lazio.
Un legame indissolubile con la società capitolina che ne fanno, al di là dei meriti sportivi, l'uomo simbolo della lazialità. Il bilancio da allenatore è di 106 partite totali (83 in campionato e 12 in Coppa Italia, oltre alle 5 in Coppa delle Alpi e 6 in Coppa d'Estate) e la conquista della Coppa delle Alpi nel 1971.

### Dirigente
Nella Lazio Bob Lovati ha ricoperto numerosi incarichi, da quello di allenatore delle giovanili a quello di preparatore dei portieri fino ad arrivare ad essere nominato direttore sportivo a cavallo tra gli anni settanta ed ottanta e successivamente è stato anche direttore tecnico del club romano.
È stato anche capo degli osservatori e talent-scout, ruoli ricoperti alla fine della sua carriera nel mondo del calcio, vissuto quasi interamente all'insegna della Lazio.

## La morte
Bob Lovati è morto il 30 marzo 2011, a 83 anni. Il funerale si è svolto presso la chiesa di Ponte Milvio a Roma (la stessa in cui si erano celebrati i funerali dell'allenatore biancoceleste Tommaso Maestrelli).

## Statistiche

### Cronologia presenze in nazionale
| Cronologia completa delle presenze e delle reti in nazionale ― Italia | Cronologia completa delle presenze e delle reti in nazionale ― Italia | Cronologia completa delle presenze e delle reti in nazionale ― Italia | Cronologia completa delle presenze e delle reti in nazionale ― Italia | Cronologia completa delle presenze e delle reti in nazionale ― Italia | Cronologia completa delle presenze e delle reti in nazionale ― Italia | Cronologia completa delle presenze e delle reti in nazionale ― Italia | Cronologia completa delle presenze e delle reti in nazionale ― Italia |
| Data                                                                  | Città                                                                 | In casa                                                               | Risultato                                                             | Ospiti                                                                | Competizione                                                          | Reti                                                                  | Note                                                                  |
| --------------------------------------------------------------------- | --------------------------------------------------------------------- | --------------------------------------------------------------------- | --------------------------------------------------------------------- | --------------------------------------------------------------------- | --------------------------------------------------------------------- | --------------------------------------------------------------------- | --------------------------------------------------------------------- |
| 25-4-1957                                                             | Roma                                                                  | Italia                                                                | 1 – 0                                                                 | Irlanda del Nord                                                      | Qual. Mondiali 1958                                                   | -                                                                     |                                                                       |
| 12-5-1957                                                             | Zagabria                                                              | Jugoslavia                                                            | 6 – 1                                                                 | Italia                                                                | Coppa Internazionale 1955-1960                                        | −6                                                                    |                                                                       |
| Totale                                                                |                                                                       | Presenze                                                              | 2                                                                     |                                                                       | Reti                                                                  | −6                                                                    |                                                                       |

## Palmarès

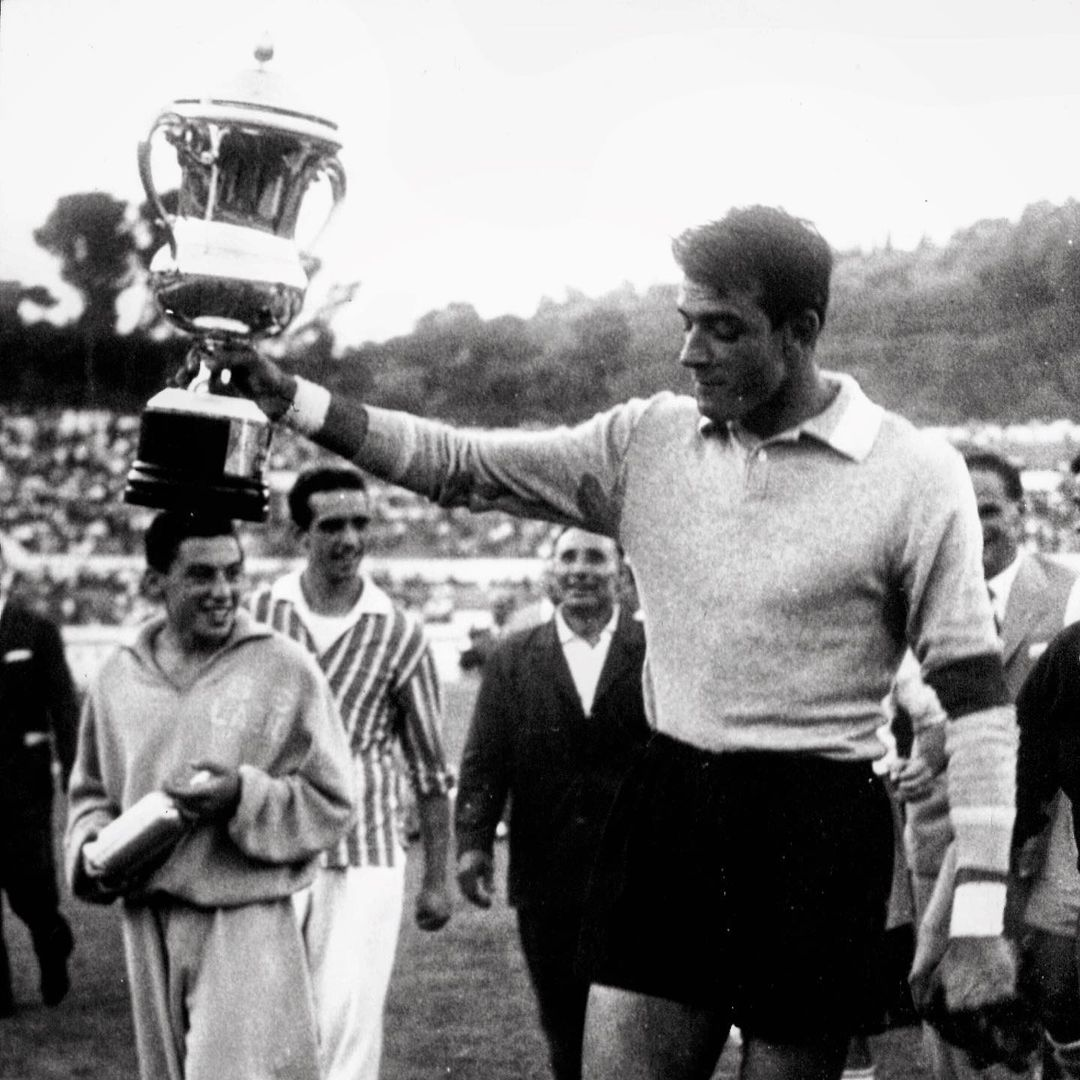
Lovati, capitano laziale, alza al cielo la Coppa Italia 1958, il primo trofeo nella storia del club.

### Giocatore
- Coppa Italia: 1

Lazio: 1958

### Allenatore

#### Competizioni internazionali
- Coppa delle Alpi: 1

Lazio: 1971

#### Altre competizioni
- Campionato De Martino: 1

Lazio: 1970-1971
- Campionato Under 23: 1

Lazio: 1973-1974